# Isoetes louisianensis
Isoetes louisianensis là một loài dương xỉ trong họ Isoetaceae. Loài này được Thieret mô tả khoa học đầu tiên năm 1973.